# Jean Ballarin
Jean Ballarin, né le 16 janvier 1915 à La Villedieu en Dordogne, dans une famille de viticulteurs et décédé le 27 janvier 1999 à Paris, est un militaire et résistant français, compagnon de la Libération. Il est notamment connu pour avoir participé à la Charge d'Umbrega, considérée comme la dernière charge à cheval de l'armée française.

## Biographie
Engagé en 1934 au 1er régiment de spahis, il est en Syrie lors de l'Armistice. Il décide alors de franchir la frontière syro-palestinienne pour continuer le combat après l'appel du 18 juin. En Érythrée, le 2 janvier 1941, il participe à la charge d'Umbrega, dernière charge à cheval de l'armée française et est promu adjudant 2 mois plus tard. Il se distingue de nouveau le 24 octobre 1942 à la bataille d'El Alamein en engageant ses autocanons. Le 18 juin 1943, il est appelé à Alger pour diriger la garde d'honneur du général de Gaulle. À son retour en France, il est engagé avec son peloton du 3e escadron du 1er RMSM et se distingue à la prise de Logelheim. Promu capitaine, le 25 janvier 1945, il prend part aux opérations de Royan et à la fin de la campagne d'Allemagne. De 1949 à 1962, il est membre des différents cabinets du général Koenig et est notamment nommé chef de cabinet de ce dernier dans le gouvernement Mendès France. Il est finalement promu lieutenant-colonel en 1961 et termine sa carrière militaire en 1962, en tant que chef de corps du 5e RSM. Il démissionne de l'armée en octobre 1962 et occupe un poste à l'UAP jusqu'en 1980. Père de quatre enfants, il meurt le 27 janvier 1999 à Paris. Ses obsèques sont célébrées en l'église Saint-Louis des Invalides.

## Décorations
- Commandeur de la Légion d'honneur
- Compagnon de la Libération par décret du 2 juin 1943[2]
- Croix de guerre 1939–1945 (4 citations)
- Médaille coloniale avec agrafes Levant, Érythrée, Libye-Tripolitaine, Tunisie